# Grúň (Magura Spiska)
Grúň (1038 m) – szczyt na Słowacji w paśmie Magury Spiskiej. Nie znajduje się w jej głównym grzbiecie, lecz w bocznym, południowo-wschodnim grzbiecie opadającym od wierzchołka 1084 m po wschodniej stronie Wietrznego Wierchu (Veterný vrch). Grzbiet ten poprzez Grúň (1038 m) i Kukurę (808 m) opada do miejscowości Drużbaki Wyżne (Vyšné Ružbachy) i oddziela dolinę potoku Rieka od doliny jej dopływu o nazwie Zálažný potok. Prowadzi nim czerwony szlak turystyczny z Drużbaków Wyżnych przez Wietrzny Wierch do Wielkiego Lipnika (Veľký Lipník). Na przełęczy między szczytami 1084 m i Grúň (Pod Grúňom) krzyżuje się on z  żółtym szlakiem łącznikowym.
Grúň jest porośnięty lasem. Jednak silna wichura w 2004 r. powaliła dużą część jego zboczy, dzięki czemu roztacza się z niego panorama widokowa. Na zachodnich stokach wykonano drogę do zwózki powalonych drzew. W 2016 r. znakowanie czerwonego szlaku jest bardzo mylne i w wielu miejscach nie istnieje.

## Szlaki turystyczne
Drużbaki Wyżne – Kukura – Grúň – rozdroże Pod Grúňom – Wietrzny Wierch – Kvasník – Čierťaž – Lipnik Wielki. Czas przejścia: ok. 3.15 h, ↓ 3 h
 rozdroże Pod Grúňom – Na Poľane (skrzyżowanie ze szlakiem zielonym)